# Mermessus holdus
Mermessus holdus är en spindelart som först beskrevs av Chamberlin och Ivie 1939.  Mermessus holdus ingår i släktet Mermessus och familjen täckvävarspindlar. Inga underarter finns listade i Catalogue of Life.